# Campisábalos
Campisábalos es un municipio y localidad española de la provincia de Guadalajara, en la comunidad autónoma de Castilla-La Mancha. Está situado en el noroeste de la provincia, cerca del punto en el que se juntan los límites de esta con los de las vecinas Soria y Segovia, ya en Castilla y León. El término municipal tiene una población de 80 habitantes (INE 2024).

## Historia

### Prehistoria; Edades Antigua y Media

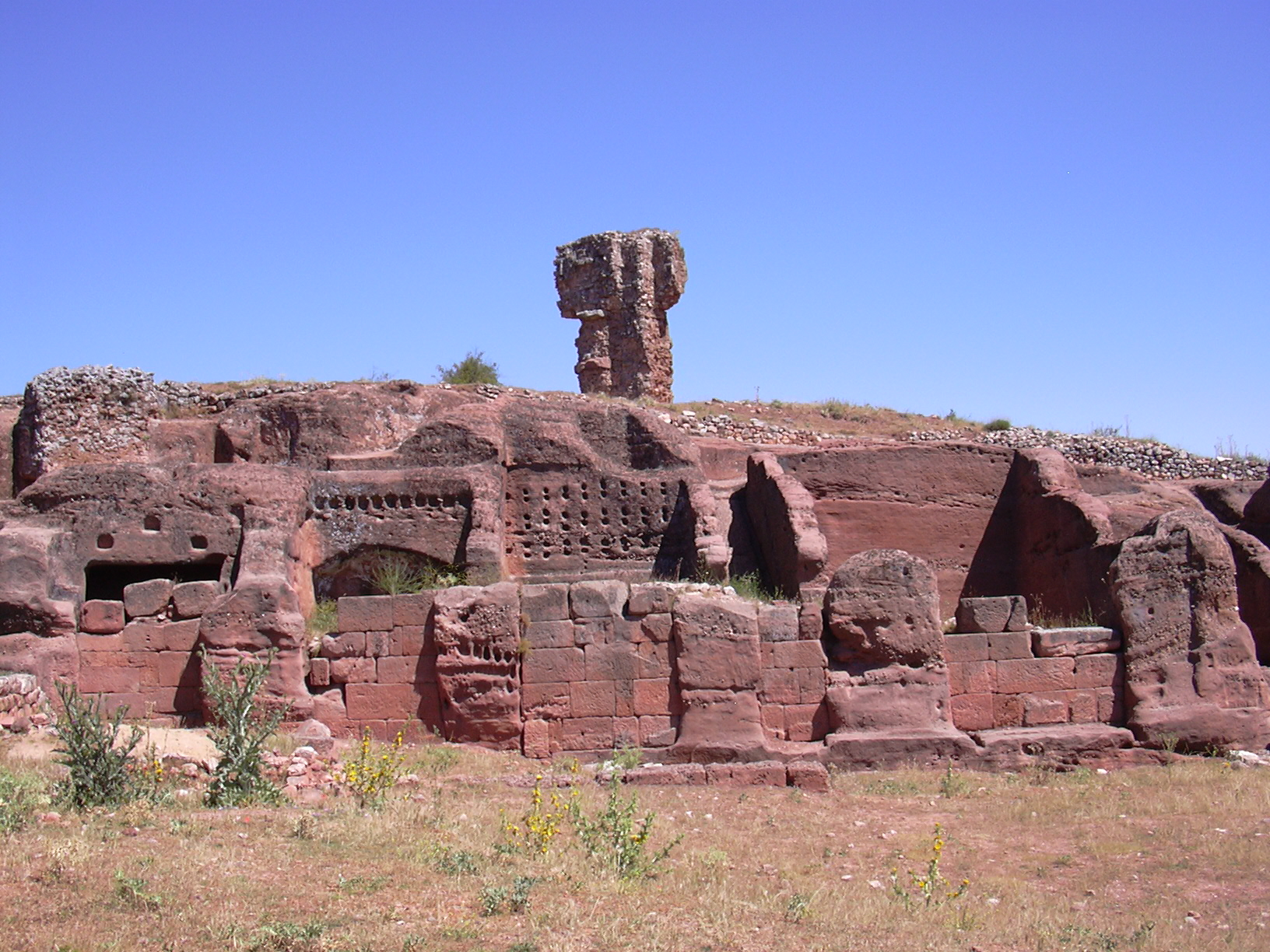
Ruinas romanas de Tiermes, situadas a 15 km de Campisábalos. Se cree que el actual término municipal formaba parte del área dominada por este municipium.

Es probable que durante la Edad del Bronce por este término municipal pasara la ruta que comunicaba las dos mesetas centrales de la península y que sería utilizada por pastores. Los restos encontrados de ese periodo son cerámicas e industria lítica cuyo origen habría que asignarlo a asentamientos estacionales más que establecimientos permanentes de población.
Ya en la Edad del Hierro, el actual término municipal formó parte del territorio de la ciudad celtíbera de Tiermes situada a unos 15 km al norte y que, tras la conquista romana, obtuvo la categoría de municipium.
El territorio sufrió una importante disminución de la población tras la caída del Imperio romano de Occidente y la conquista visigoda. Durante la posterior época andalusí se hallan restos de ocupaciones temporales ligadas a la actividad ganadera. Avanzado el proceso de la reconquista, su situación fronteriza entre los reinos cristianos y musulmanes dificultó la repoblación. El término se situaba en el ámbito del sistema defensivo conocido como Marca Media; un grupo de baluartes destinado desde finales del siglo VIII a proteger los territorios musulmanes de ataques por parte de los reinos cristianos del norte.
La fortaleza más cercana al actual Campisábalos era el castillo de Atienza, cuya notable efectividad defensiva fue reseñada en algunas crónicas medievales. Alfonso III  consiguió tomar la plaza por algún tiempo y Ordoño II la atacó sin éxito en 917. Hay constancia de expediciones de pillaje emprendidas por los musulmanes desde este castillo en 944 y 947 con el fin de obtener esclavos, ganado y botín. En 965 y 967, nuevos  ataques con esta base obligaron al conde de Castilla a pedir la paz. Poco después de 978, García Fernández consiguió tomar la fortaleza que, durante los años siguientes, cambió de manos varias veces hasta su destrucción por Almanzor en 989.
Tras la descomposición del califato en los reinos de Taifas, la Marca Media, y con ella la comarca de Atienza, pasó a formar parte de la taifa de Toledo. Al-Mamún hizo reconstruir y repoblar la fortaleza de Atienza a mediados del siglo XI. Su hijo y sucesor Al-Qádir no pudo sostenerse en el trono y entregó Toledo a Alfonso VI en 1085 con lo que Atienza se rindió a los castellanoleoneses. El contraataque almorávide arrebató la plaza al reino cristiano aunque el rey aragonés Alfonso I la recuperó para Castilla en 1112. Poco después de la definitiva inclusión de Atienza y su territorio dentro del reino castellano, se creó la Comunidad de villa y tierra de Atienza que englobaba la comarca dependiente de la fortaleza y en cuyo ámbito surgió la población de Campisábalos.
Durante la transición del siglo XII al XIII se construyó su iglesia de San Bartolomé. Posteriormente, en 1269, apareció la primera mención escrita conocida del topónimo en una relación donde se indicaban los que colaboraban para dotar una cátedra de gramática en Atienza.

### Edades Moderna y Contemporánea

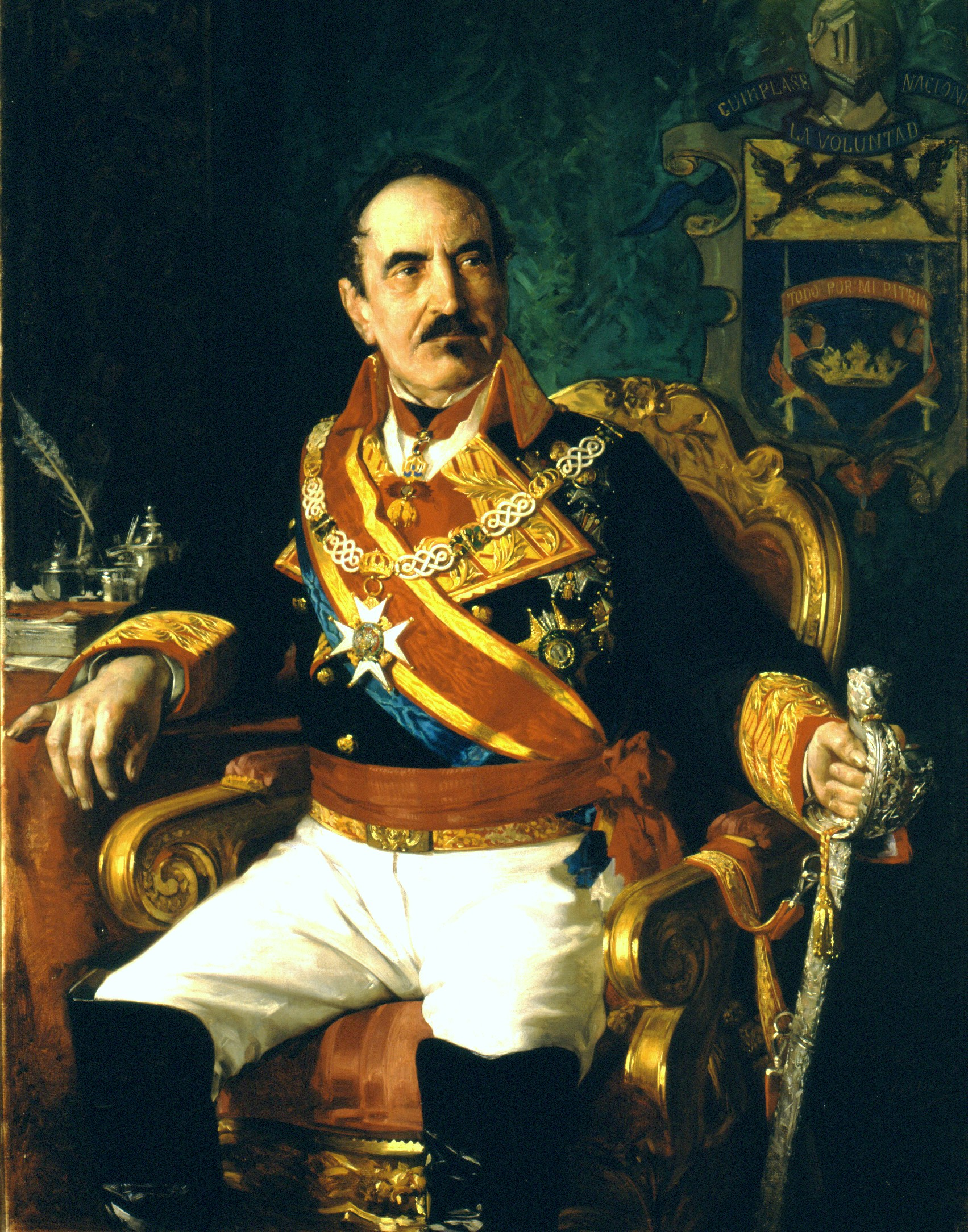
Baldomero Espartero. Campisábalos fue una de las ubicaciones que usó como cuartel general durante su persecución de la Expedición Real en 1837.

Para el siglo XVII ya existía en el pueblo un hospital creado tiempo antes por un hidalgo benefactor quién también hizo construir una capilla junto a la iglesia para ser enterrado en ella.
La localidad fue incluida en 1753 dentro del catastro de Ensenada donde se registró que constaba de 66 casas; 59 vecinos (unos 240 habitantes) dedicados principalmente a la agricultura y la ganadería; 2 clérigos; una taberna y el citado hospital.
Durante la guerra de la Independencia fue momentáneamente un punto de agrupamiento militar de los españoles y llegó a albergar a 200 efectivos.  Administrativamente, la localidad se situó dentro en la intendencia de Soria hasta que la reforma administrativa de Javier de Burgos la encuadró en 1833 dentro de la provincia de Guadalajara.
En los inicios de la I Guerra Carlista se dieron combates en el término municipal  mediante los que fuerzas isabelinas consiguieron neutralizar a una partida dirigida por Juan Manuel Balmaseda, uno de los principales líderes carlistas de Castilla la Vieja. Tras el fracaso de la Expedición Real en 1837, los rebeldes se estacionaron en el pueblo durante su huida y poco después, el general Espartero estableció allí su cuartel general tras un enfrentamiento con su retaguardia en el vecino Somolinos. En 1839, la localidad y otras cercanas volvieron a ser atacadas por Balmaseda al frente de una partida de 100 efectivos. Pasada la contienda, el número de habitantes había experimentado un notable crecimiento para alcanzar unos 457 y posteriormente, un máximo de 640 en 1877.
Hacia mediados del siglo XIX, el lugar tenía contabilizada una población de 270 habitantes. La localidad aparece descrita en el quinto volumen del Diccionario geográfico-estadístico-histórico de España y sus posesiones de Ultramar de Pascual Madoz de la siguiente manera:

CAMPISABALOS: ald. con ayunt. en la prov. de Guadalajara (14 leg.), part. jud. de Atienza (4), aud. terr. y c. g. de Madrid (22), dióc. de Sigüenza (8): sit. en posicion elevada donde le combate el N. que hace el clima frio: sus enfermedades mas comunes son fiebres gástricas, reumatismos y algunas pulmonias. Tiene 179 casas: la de ayunt. con su correspondiente cárcel; una escuela de instruccion primaria, á la que concurren 56 niños, á cargo de un maestro, cuya dotacion es 16 fan. de trigo pagadas de los fondos públicos, y una igl. parr. (San Bartolomé Apóstol) servida por un cura párroco. térm. confina por N. con Peralejo; E. Somolinos; S. Galve, y O. Villacadima; hay en él varias fuentes de aguas algo gruesas, con especialidad la mas inmediata al pueblo, una ermita (la Soledad) y un bosque poblado de pinos. El terreno es de mala calidad. caminos los locales y uno de herradura que dirige á las Castillas y se halla en regular estado. correo: lo recibe de la adm. de Sigüenza por el baligero de Atienza. prod. centeno, cria ganado lanar y vacuno; caza de liebres: ind. la carpinteria de tauretes, mesas y puertas de construccion ordinaria, á la que se dedican varios vec. comercio venta de dichos artefactos é importacion de algunos art. de consumo: pobl. 77 vec. 270 alm. cap. prod. 1.727,280. imp. 80,000. contr. 6,162. presupuesto municipal asciende á 4,172 rs. y se cubre con los productos de propios y por reparto vecinal.
(Madoz, 1846, p. 361)

A comienzos del siglo XX la población pertenecía al partido judicial de Atienza. Era regida por una corporación municipal compuesta por seis concejales y el alcalde. Contaba con secretario, juez municipal, fiscal y párroco. En el ámbito educativo tenía un maestro y en el sanitario, existían tanto un farmacéutico como un médico. Ejercían su profesión igualmente, un veterinario; un estanquero; dos comerciantes y un herrero. En Atienza, la cabeza del partido, se situaba un hospital con médico; oficinas de correos y telégrafo; el Juzgado de primera instancia e instrucción; el Registro de la propiedad y la cárcel de la demarcación.
La localidad sufrió un grave despoblamiento durante la segunda mitad del siglo XX que redujo sus habitantes a menos de cien. Quedó encuadrada en el partido judicial de Sigüenza y dentro de la comarca de la Serranía.

## Geografía

Situación de Campisábalos dentro de la provincia de Guadalajara.

### Localización
El término de Campisábalos se sitúa en el extremo noroeste de la provincia de Guadalajara, junto al límite con la provincia de Soria. Se encuentra dentro de la comarca de la Serranía, una de las cuatro en las que se divide la provincia. Los municipios vecinos son los siguientes:
| Noroeste: Cantalojas     | Norte: Montejo de Tiermes (Soria) y Retortillo de Soria       | Noreste: Retortillo de Soria             |
| Oeste: Cantalojas        |                                                               | Este: Somolinos                          |
| Suroeste: Galve de Sorbe | Sur: Galve de Sorbe; Condemios de Arriba y Condemios de Abajo | Sureste: Condemios de Abajo y Albendiego |

### Características del territorio

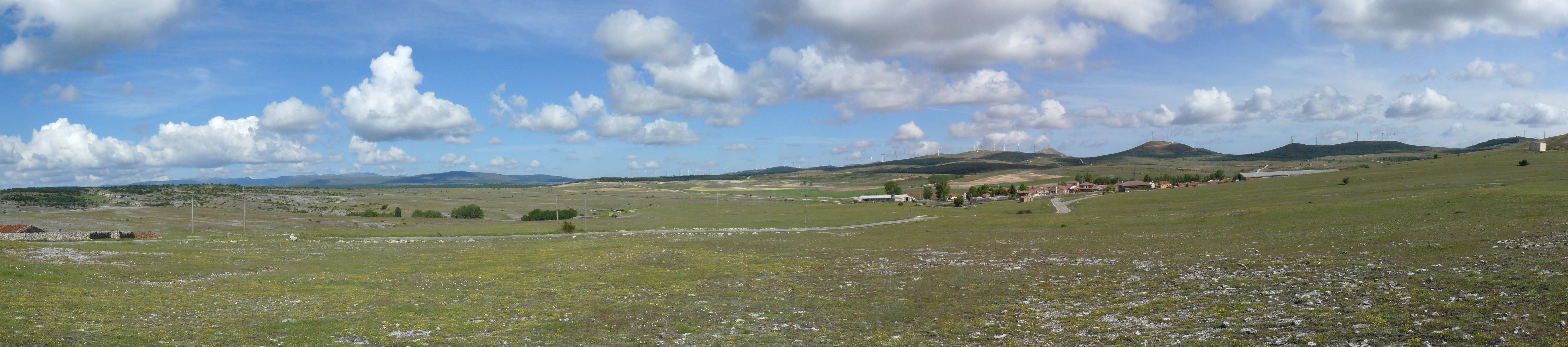
Panorama del territorio junto a Campisábalos.

El término municipal abarca una superficie de 5401 ha. Su casco urbano se sitúa en llano a una altitud entre 1350 y 1360 m s. n. m. El área cultivada se compone de 290 ha (6 %). Los pastos abarcan 2496 ha (52 %) y suponen la mayor parte del término.
Su territorio es atravesado de norte a sur por el arroyo de «la Dehesa» que fluye sobre el río Sorbe y en el que desembocan los de «San Sebastián»; «Aguachar»; «los Pradillos» y «Valdecastro»; todos ellos de aguas temporales. Estos arroyos discurren de norte a sur y están incluidos dentro de la cuenca hidrográfica del Tajo en su parte norte ya que la sierra de Pela forma su divisoria de aguas con la del Duero.
La localidad está situada al pie de la vertiente sur de estas montañas de baja altura y gran parte de su término —3937 ha que representan el 73 %— se encuentra incluido dentro de la ZEC «Sierra de Pela» que cuenta con un total de 11 949 ha de las que Campisábalos aporta el 33 %.
Las características geológicas presentan tres divisiones claras: el norte del término está formado por conglomerados, brechas y arcillas rojas; la central por dolomías y margas blancas con una zona de arenas, gravas y arcillas junto al casco urbano; finalmente, la parte sur se compone de dolomías masivas. Los arroyos que lo recorren han formado pequeños valles con fondos planos y junto a ellos se dan escarpes labrados que forman algunos paisajes ruiniformes.
Las características climáticas corresponden al tipo mediterráneo templado fresco con mayor abundancia de lluvias durante el otoño-invierno. Los inviernos son fríos y los veranos cortos, secos y moderadamente calurosos. El periodo con posibilidad de heladas es largo: los diez meses que van de septiembre a junio. La temperatura media del mes más frío es de 0,3 ºC, la del mes más caluroso —julio— de 16,5 ºC. La pluviometría anual asciende a 800 mm con noviembre (84,7 mm) como mes más húmedo y julio (11,1 mm) como el más seco.
El nivel de contaminación del aire en el municipio es notablemente bajo. De hecho, la Organización Mundial de la Salud, en un estudio realizado con mediciones de casi 3000 lugares en el planeta y publicado en 2016, situaba a Campisábalos entre los 12 lugares con menores niveles de  PM10 y entre los 110 respecto al PM 2.5. Los valores medidos durante 2013 de estos parámetros fueron 6 micrómetros/m³ para el PM10 y 5 micrómetros/m³ para el PM 2.5.

### Comunicaciones

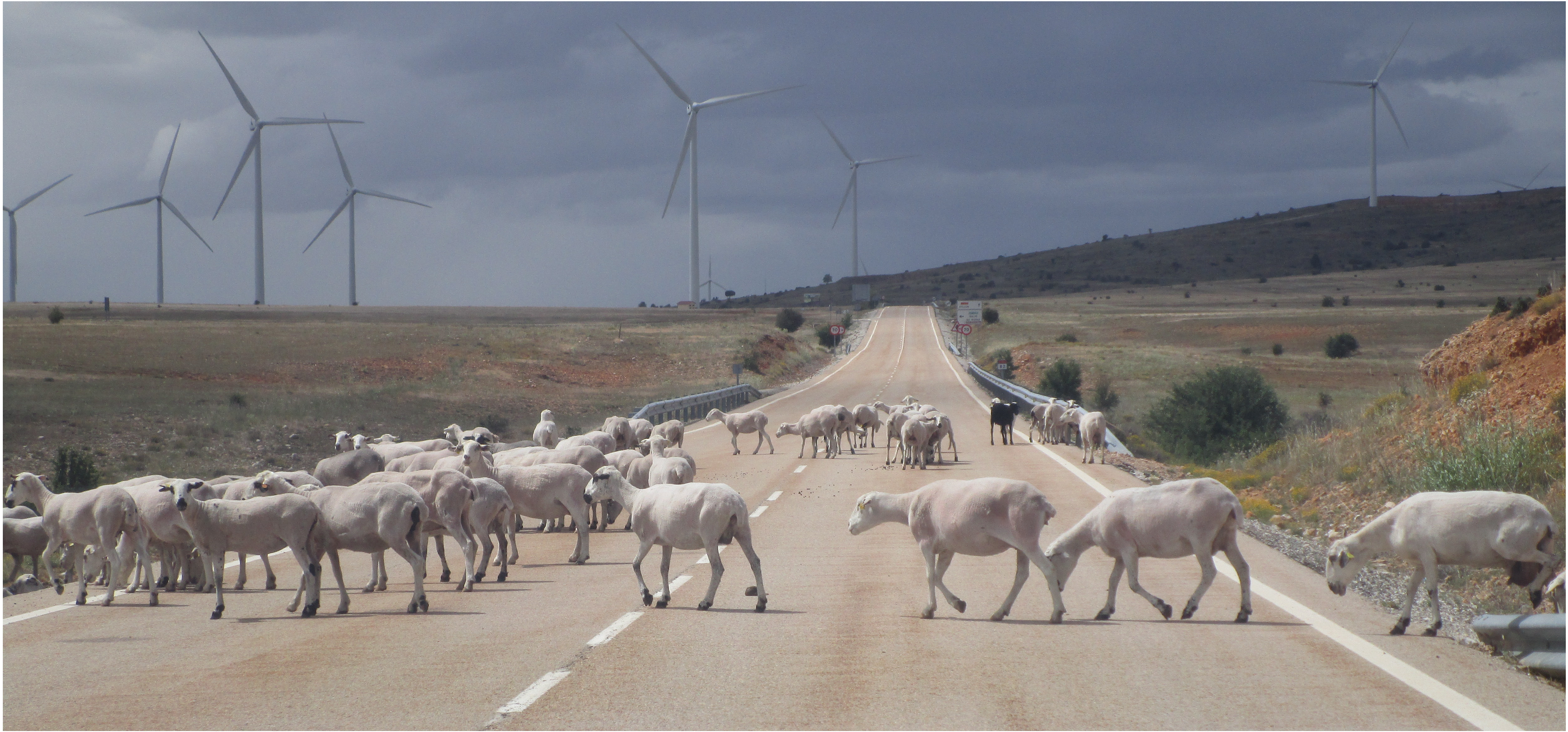
Carretera autonómica CM-110, al noroeste de Campisábalos.

Por el término de Campisábalos no pasa ninguna autopista ni carretera nacional. La principal vía es la autonómica CM-110, la cual discurre desde Alcolea del Pinar hasta el límite con Segovia. Esta carretera atraviesa el término de este a oeste y discurre junto al casco urbano. Hacia el oeste le permite el acceso a Ayllón y la N-110 que, a su vez, comunica con la autovía A-1. En dirección este, le comunica con Atienza, Sigüenza y Alcolea del Pinar donde conecta con la A-2. Dos caminos asfaltados conducen a Galve de Sorbe y Condemios de Arriba situados al sur mientras que otro camino, que se dirige al norte, atraviesa la sierra de Pela y lo conecta con Manzanares y Peralejo de los Escuderos, ya en la provincia de Soria.
No tiene comunicación por tren y la estación más cercana se sitúa en Sigüenza a 58 km. Se puede acceder a la misma mediante autobús —con intercambio en Atienza— usando una línea que también le comunica con Guadalajara.
El aeropuerto más cercano es el de Madrid-Barajas situado a unos 140 km.

## Demografía
Campisábalos cuenta con una población de 80 habitantes (INE 2024).
| Gráfica de evolución demográfica de Campisábalos entre 1842 y 2021 |
| |
| Población de derecho según los censos de población del INE Población de hecho según los censos de población del INEEntre el censo de 1981 y el anterior, crece el término del municipio porque incorpora a Villacadima |

A 1 de enero de 2016 vivían 68 individuos en el municipio. Su densidad de población era, en ese año, de 1,3 hab/km², muy inferior a la provincial (20,4 hab/km²) y la regional (25,8 hab/km²). La evolución de su número de habitantes muestra un descenso constante desde el inicio del siglo XX que se torna muy acusado durante la década de 1960. En los últimos 25 años el número de habitantes se ha mantenido con altibajos en torno a las 70 personas.
El crecimiento vegetativo para el periodo 2009-2014 fue nulo ya el nacimiento de una persona en 2009 fue compensado con el fallecimiento de otra en 2012.
Según el censo de 2011 en el municipio existían 33 viviendas principales y 124 secundarias. De las principales, el 55 % tenían más de 90 m2 de superficie útil.

### Características sociales
En 2016, de los 68 habitantes, 48 eran hombres y 20 mujeres. Según el padrón de 2014, un 30 % eran naturales del municipio mientras que el 55 % habían nacido en otros lugares de España. El porcentaje de extranjeros se situaba en el 15 %.
De acuerdo al censo de 2011, no existían analfabetos y los habitantes con estudios de primer o segundo grado suponían el 73 % de la población.

## Costumbres locales
Campisábalos celebra sus fiestas patronales en honor a santa María Magdalena y san Bartolomé. Duran tres días, durante la segunda quincena de julio. En ellas se realizan una procesión, concursos populares, se eligen al Rey y la Reina de las fiestas, hay actuaciones musicales y bailes típicos regionales. El ayuntamiento instala un parque infantil y ofrece a los vecinos un aperitivo el primer día y una merienda-cena el último. En el año 2022, se estableció como himno de la fiestas patronales "Que bonita es la amapola", interpretada por primera vez en riguroso directo frente al centro de interpretación de El Mensario.
Durante la Semana Santa se celebran los habituales oficios de esta conmemoración religiosa. El Viernes Santo y el Domingo de Resurrección se realizan procesiones dentro de la localidad. En la del domingo un paso procesional es portado por los hombres y el otro por las mujeres. En la noche del Sábado Santo, por su parte, se hace una fogata junto a la iglesia de San Bartolomé.
La gastronomía en Campisábalos está marcada por los productos locales. El ayuntamiento la define como «auténtica, sobria, austera y emotiva». El cordero y el cerdo ocupan lugares principales. El primero de manera asada y el segundo en forma de embutido. De hecho, se celebra anualmente una fiesta de la matanza en la población. Junto a estas carnes, también forman parte de su cocina popular las setas, níscalos, caracoles y patatas.

## Administración

### Estructura
La corporación municipal está formada por tres personas: el alcalde y dos concejales que asumen los puestos de primer y segundo teniente. Para ayudar en sus funciones cuentan con un secretario y una administrativa.
En el ejercicio de 2013 tuvo unos ingresos totales de 364 000 euros y unos gastos 441 000. Al cierre del ejercicio 2015, la deuda con entidades de crédito era inexistente.
Junto a otros doce municipios vecinos forma la mancomunidad «Sierra de Pela-Alto Sorbe» que asume las tareas de limpieza de la nieve y recogida de los residuos  sólidos.
La Oficina Comarcal de Agricultura y la Oficina de Empleo más cercanas se encuentran en Sigüenza. Judicialmente se encuentra dentro del partido de Sigüenza, uno de los tres en los que se divide la provincia de Guadalajara.

### Política
| Resultados electorales en el municipio de Campisábalos (datos en %) |               |      |      |                 |            |         |      |       |
| Elecciones                                                          | participación | PP   | PSOE | Podemos-IU-Equo | Ciudadanos | Podemos | I.U. | Otros |
| Congreso 2016                                                       | 73,7          | 54,8 | 21,4 | 14,3            | 9,5        | 0       | 0    | 0     |
| Congreso 2015                                                       | 83,9          | 46,8 | 21,3 | 0               | 17         | 10,6    | 2,1  | 2,1   |
| Autonómicas 2015                                                    | 91            | 58,3 | 12,5 | 0               | 6,3        | 12,5    | 4,2  | 6,3   |
| Municipales 2015                                                    | 100           | 73,1 | 21,1 | 0               | 0          | 0       | 0    | 0     |
| Europeas 2014                                                       | 50            | 45,5 | 0    | 0               | 0          | 0       | 9    | 45,5  |

En cuanto a simpatías políticas, estas no muestran variación dependiendo del tipo de elecciones ya que el partido más votado es el Partido Popular.

## Infraestructuras

### Sanidad
En el municipio no existe ninguna farmacia. Las más cercanas se encuentran en Galve de Sorbe (8 km); Ayllón (29 km) y Atienza (30 km).
La localidad dispone de un consultorio local atendido intermitentemente y situado en la plaza Mayor. En Galve de Sorbe y Atienza se sitúan los centros de salud más cercanos. La atención hospitalaria se presta en el Hospital Universitario de Guadalajara a 99 km.
En el municipio no hay centro de día; tampoco existen en las cercanías ya que los más próximos se encuentran en Sacecorbo (98 km) y en Guadalajara (99 km). De igual manera, no cuenta con ninguna residencia geriátrica. Las más cercanas de gestión pública se sitúan en Sigüenza (58 km); Tamajón (62 km); Jadraque (64 km); Cogolludo (69 km) y Mandayona (70 km). En cuanto a las de gestión privada, en Riaza (Soria), a 28 km, funciona una gestionada por una fundación mientras que en Sigüenza existen otras dos. En Baraona (Soria), a 53 km, se encuentra un centro privado que presta asistencia a domicilio a ancianos, enfermos crónicos y minusválidos.

### Educación

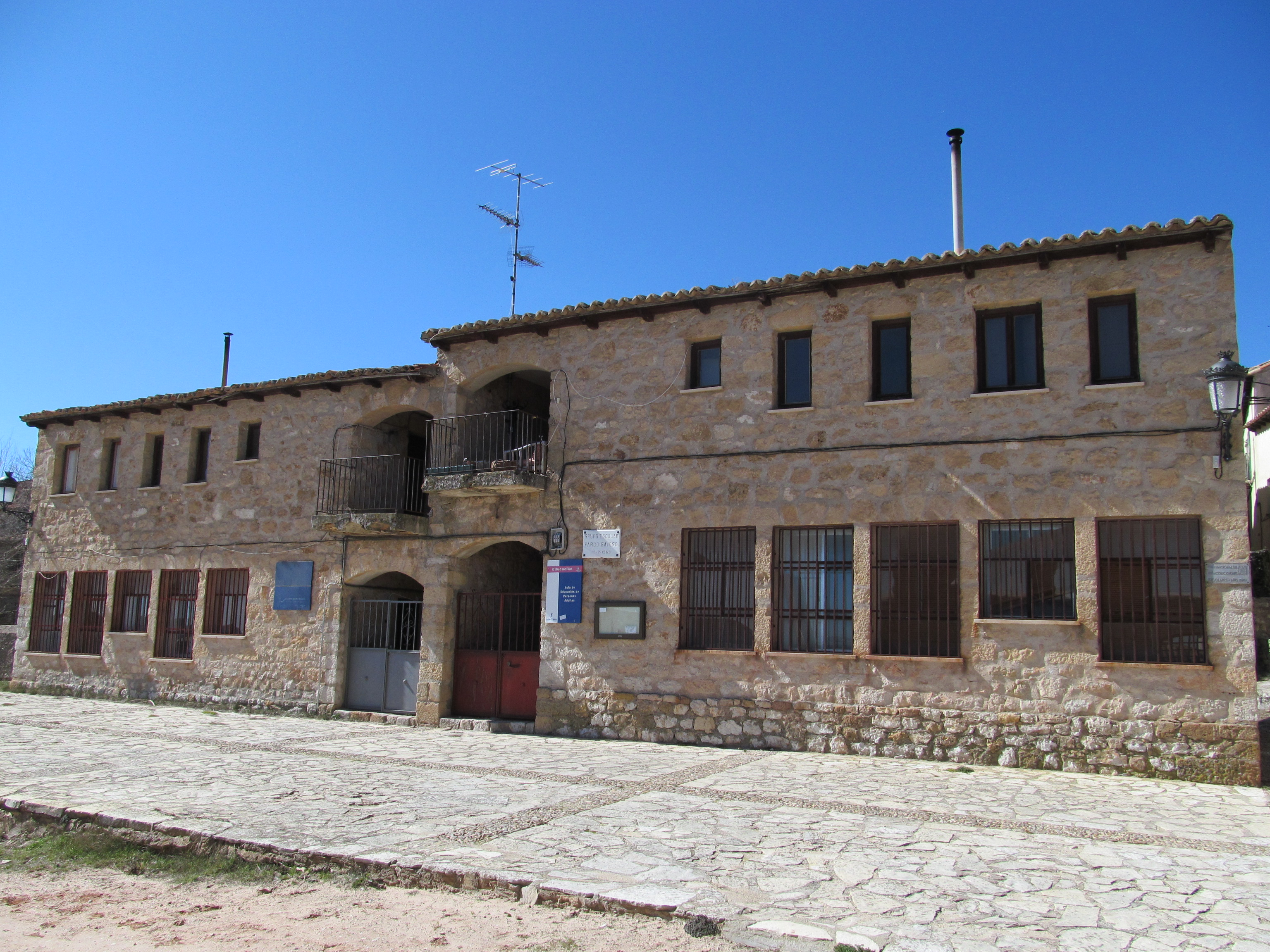
Colegio en Atienza del que dependen las aulas más cercanas para los estudios de infantil y primaria.

Campisábalos no tiene guardería ni se encuentra ninguna en los alrededores. Tampoco  cuenta con ningún tipo de centro educativo. En Galve de Sorbe (8 km) y Condemios de Arriba (8 km) se encuentran aulas de un Colegio Rural Agrupado con sede en Atienza y que imparten educación infantil y primaria.
Para la educación Secundaria, los alumnos tienen que desplazarse a Ayllón (29 km) o a Sigüenza (59 km) donde existen centros públicos, concertados y privados que imparten Secundaria y Bachillerato. Uno de los centros también ofrece Formación Profesional. Aparte de esto, en esta localidad existen aulas de educación de adultos y de la Escuela Oficial de Idiomas.

### Deporte
Las únicas instalaciones deportivas que existen son un frontón que hay en la plaza del pueblo y un campo de futbol actualmente en desuso. Otras instalaciones más cercanas son los pabellones polideportivos cubiertos situados, en Ayllón (29 km), dos en Sigüenza (59 km) uno en Jadraque (64 km) y otro en Mandayona (70 km).
Por su término municipal discurren varias rutas en las que se puede practicar el senderismo. Dentro de él existen dos cotos de caza con una superficie de 3500 ha y 1900 ha. En ellos está permitida tanto la caza mayor (corzo y jabalí principalmente) como la menor (codorniz, perdiz y liebre entre otras). La pesca, por su parte, se puede practicar con condiciones en la cercana laguna de Somolinos.

### Protección
La localidad no cuenta con destacamentos de fuerzas del orden público. En Condemios de Arriba (8 km) existe un puesto auxiliar de la Guardia Civil aunque actualmente no se encuentra operativo y en Atienza (30 km) una casa cuartel. En Riaza (Segovia), a 28 km se sitúa un destacamento de su servicio de Rescate e Intervención en Montaña.
En cuanto a la Policía Nacional, la única comisaría existente en la provincia es la que se encuentra en su capital: Guadalajara.
Para el servicio de protección antiincendios, el término municipal es atendido por el parque de bomberos de Sigüenza, a 58 km, que cuenta con una dotación operativa permanente de cuatro efectivos. En la misma localidad se encuentra también la agrupación más cercana de protección civil.
El puesto más próximo de la Cruz Roja dentro de la provincia se encuentra igualmente en Sigüenza. En San Esteban de Gormaz (Soria), a 57 km existe otro de esta institución humanitaria.
Cáritas Diocesana de Sigüenza-Guadalajara, por su parte, dispone de locales en Sigüenza donde presta los servicios de acogida, ropero, escuela de padres así como atención a transeúntes y personas sin hogar.

### Religión
En el ámbito religioso, la localidad cuenta con la Iglesia de San Bartolomé integrada en la unidad de acción pastoral de Somolinos y atendida desde Sigüenza. Además existe la ermita de Nuestra Señora de la Soledad situada a unos cientos de metros al este del casco urbano y cerca de la carretera CM-110.

### Otras infraestructuras
La oficina de correos más cercana está en Sigüenza. Las de servicios financieros en Galve de Sorbe y Atienza. En esta última localidad también se sitúan los comercios más cercanos para productos alimenticios e industriales no alimenticios así como un taller de reparación de vehículos. En la citada Sigüenza existe una amplia variedad de establecimientos comerciales y el único hipermercado de la zona.

## Economía

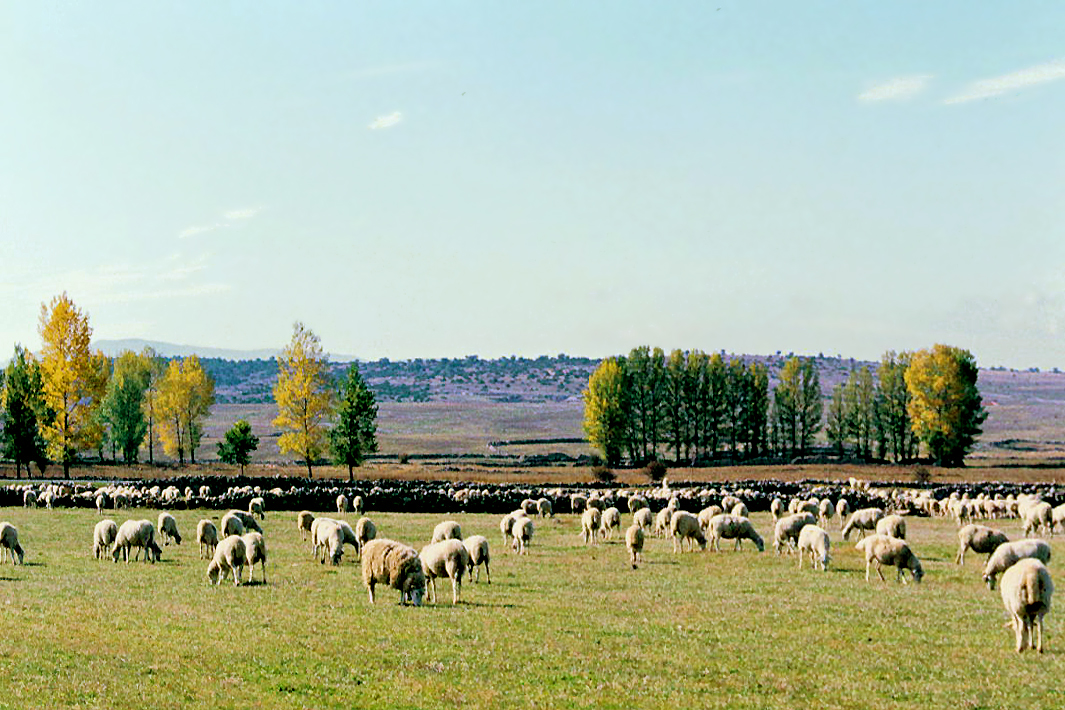
Ovejas en un prado en 1982

Según el censo agrario de 2009, en el municipio existían 13 explotaciones agropecuarias que correspondían a 11 titulares. El uso agrícola es minoritario.  A él se dedicaban 290 ha que suponían el 6 % de la superficie total de las explotaciones y que se usaban para el cultivo de herbáceos. La cabaña ganadera se componía de 1352 cabezas (289 de bovino y 1063 de ovino) y tenía a su disposición 2496 ha de pastos.
Dentro del sector secundario solo existe una pequeña empresa con un trabajador. En el sector terciario, por su parte, hay otras dos que emplean a cuatro personas.
En enero de 2017 había 9 personas afiliadas a la Seguridad Social: 6 como autónomos y 3 en el Régimen General. Solo una persona estaba registrada como parado en Campisábalos.

## Turismo

### Elementos destacados y atracciones

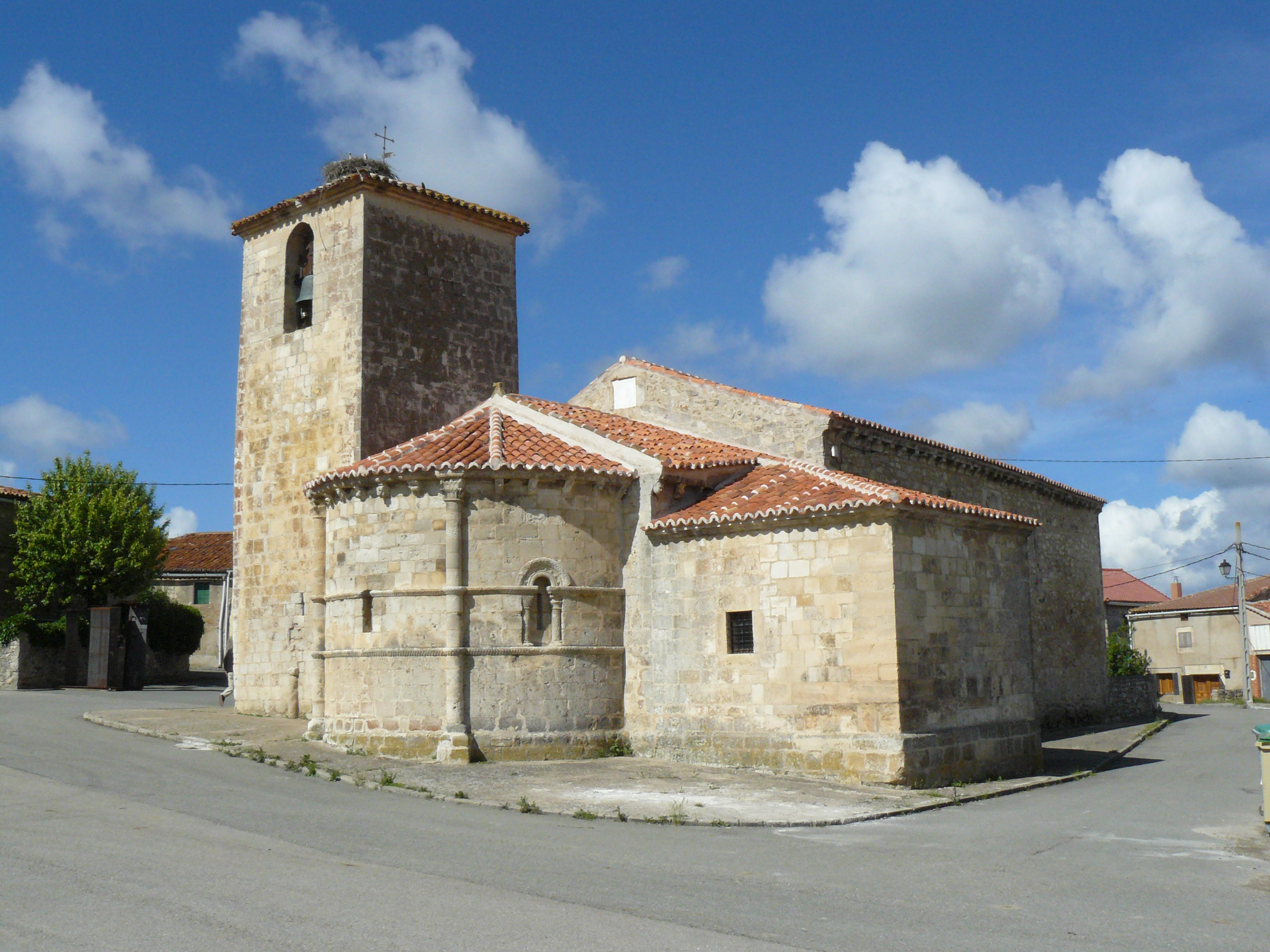
La iglesia de San Bartolomé, declarada bien de interés cultural, es el elemento más destacado de Campisábalos.

La localidad cuenta con la notable iglesia de San Bartolomé de estilo románico rural y cuyos elementos más antiguos datan del siglo XII. Fue declarada Bien de Interés Cultural en 1965 y su visita forma parte de dos rutas turísticas: la «ruta del románico rural en Guadalajara» y la «ruta Serranías».
La oferta turística se encuentra marcada por su entorno natural. No en vano, gran parte de su término forma parte de un espacio natural protegido calificado como «Zona de Especial Conservación». Parte de él (172 ha) se incluye, igualmente, dentro del monumento natural «sierra de Pela y laguna de Somolinos». De sus alrededores, se puede destacar el hayedo de la Tejera Negra situado a 20 km de distancia (en línea recta) del casco urbano.
El ayuntamiento informa en su web sobre un total de ocho rutas de senderismo locales con diferente longitud: seis para la visita a diferentes elementos y parajes dentro de su término, así como otras dos que permiten caminar hasta los municipios vecinos de Tiermes, al norte y Galve de Sorbe al sur. Además, a 1,5 km del término —por la vertiente norte de la sierra de Pela, ya en Soria— discurre el sendero de Gran Recorrido GR-86.

### Infraestructura
El municipio dispone del centro de interpretación comarcal «El Mensario» con el fin de dar a conocer los aspectos históricos, culturales y medioambientales más destacados de la localidad y su entorno. Este centro dispone de bar, restaurante y 12 habitaciones para alojamiento.
En las cercanías existen restaurantes en varios pueblos vecinos. Instalaciones de alojamiento —principalmente casas rurales— se encuentran en: Galve de Sorbe; Condemios de Arriba; Condemios de Abajo; Albendiego y Atienza. Igualmente funcionan albergues para grupos en Somolinos y Condemios de Arriba.